# Longosomatidae
Longosomatidae é uma família de animais anelídeos poliquetas marinhos bentônicos pouco conhecidos. Eles são caracterizados por terem alongados filamentos branquiais anteriores e segmentos medianos do corpo alongados, cada um rodeado por um anel quase completo de cerdas.

## Morfologia
Os longosomatídeos possuem corpo com cerca de 40 a 70 mm de comprimento e 1 mm de largura, tendo, provavelmente, em torno de 30 segmentos.  Pouco se conhece desses animais, ainda mais porque seus exemplares se fragmentam facilmente.
Sendo do grupo dos anelídeos poliquetas, seu corpo possui três regiões principais: a cabeça, o tronco e o pigídio. A cabeça é formada por duas partes: o prostômio, que é a mais anterior, e o peristômio, a mais posterior, onde fica a boca. O tronco é formado por vários segmentos repetidos. E o pigídio é a extremidade posterior, onde fica o ânus.
O prostômio é pequeno e tem uma forma quase triangular, sendo desprovido de olhos e apêndices. Em suas bordas posteriores, há os órgão nucais, que são eversíveis. O peristômio está reduzido à região bucal e é portador de um par de palpos sulcados. Estes são facilmente perdidos e dificilmente observados, mas é dito que marcas de sua presença são observáveis.

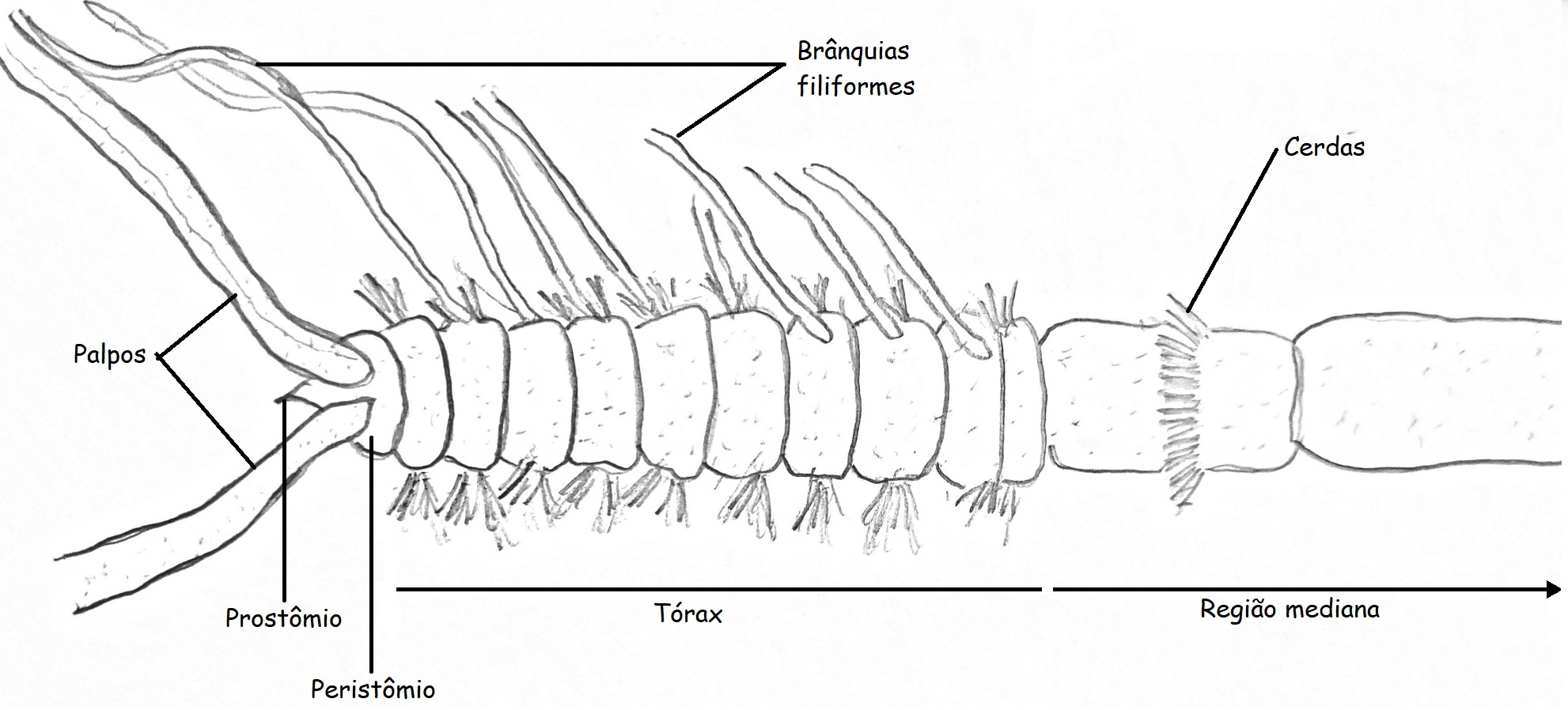
Esquema da região anterior de Heterospio longissima em vista dorsal (adaptado de Rouse & Pleijel, 2001).

No tronco é possível distinguir as regiões chamada tórax, mediana e posterior.
Os segmentos do tórax são curtos e semelhantes entre si, exceto pelo primeiro, que não possui parapódios. Os parapódios são birremes, reduzidos, sem acículas nem cirros. Eles também são portadores de brânquias filiformes longas. Os seus neuropódios podem ter ganchos.

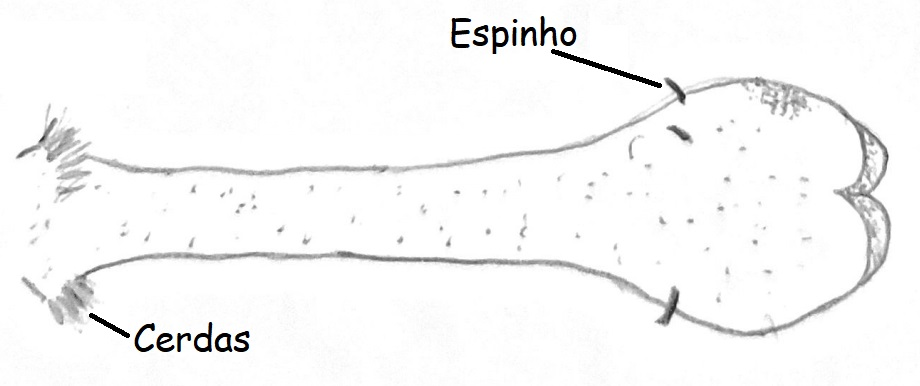
Esquema da região posterior de Heterospio longissima em vista dorsal (adaptado de Rouse & Pleijel, 2001).

A região mediana, também chamada de pós-tórax ou abdômen, possui segmentos muito longos. Seus parapódios são ainda mais reduzidos, de forma que as cerdas aparentam surgir da parede do corpo. Cada segmento possui um anel quase completo de cerdas alongadas capilares e espinhos.
A região posterior é bulbosa e, basicamente, não possui parapódios. Também apresenta espinhos, que parecem ganchos.
O pigídio não possui cirros .
Como muitos dos espécimes encontrados são apenas fragmentos de extremidades anteriores e alguns segmentos medianos, pouco se conhece sobre suas estruturas internas.

## Diversidade e hábitos
Os longosomatídeos vivem em sedimentos moles (não consolidados), desde águas costeiras rasas até águas abissais.
Chamam a atenção por ocorrerem em localidades muito distantes entre si, como nos oceanos Pacífico e Atlântico, e mares Mediterrâneo, Vermelho e da China Oriental.
O grupo possui oito espécies, sendo que, no Brasil, há o registro de uma, Heterospio longissima.
Por conta de seus palpos, supõe-se que sejam comedores de depósito superficiais.
Nada se sabe sobre sua reprodução, exceto que seus ovos possuem envoltório semelhante ao de Poecilochaetus, Trochochaeta e Spionidae.
Não são conhecidos fósseis de Longosomatidae.

## Taxonomia e filogenia
Longosomatidae é uma família constituída de um único gênero, Heterospio, com oito espécies nominais.

#### História taxonômica
A primeira espécie do grupo foi descrita em 1874, chamada Heterospio longissima, e não foi incluída em nenhuma família.
Posteriormente, foi descrito o gênero Longosoma, no qual a autora do nome incluiu Heterospio longissima, e estabelecido a família Longosomidae. Mais tarde, a mesma autora percebeu a prioridade de Heterospio sobre Longosoma, dado que ele havia sido descrito antes. Ela, então, sinonimizou Longosoma e Heterospio e propôs mudança do nome da família, para Heterospionidae.
Depois verifica-se a  prioridade de Longosomidae em relação a Heterospionidae, como nome de família, e altera-se a grafia, para Longosomatidae. Além disso, incluiu-se todos os integrantes da família Longosomatidae no gênero Heterospio.

#### Filogenia
Evidências morfológicas da monofilia de Longosomatidae seriam os seus segmentos medianos bastante alongados, portadores de anéis quase completos de cerdas.
O grupo foi incluído em Spionida devido a semelhanças com Spionidae, como palpos peristomiais sulcados e densos conjuntos anteriores de cerdas. Entretanto, a família também possui semelhanças com Cirratulidae, pertencente à ordem Terebellida, como brânquias filiformes e palpos peristomiais. Aparentemente, muitos dos caracteres analisados constituem homoplasias e reversões.
Além disso, em um estudo posterior, Longosomatidae apareceu dentro de Spionidae, tornando este grupo parafilético.
Dessa forma, mais estudos são necessários para que se saiba a posição de Longosomatidae em Spionida.